# 金山藍子
金山藍子（かねやま あいこ、1978年 - ）は日本の弁護士、国土交通官僚。

## 来歴
お茶の水女子大学附属高等学校から東京大学文科一類に入学。専門課程では法学部へ進学。東大法学部卒業後は、同大学大学院法学政治学研究科にて、研究者を志して、英米法を研究していた。2005年 弁護士登録。同年10月から森・濱田松本法律事務所にて勤務。2010年に中途採用で国土交通省に入省。土地・建設産業局不動産市場整備課不動産投資室不動産投資係長となる。自動車局旅客課でタクシー行政に携わった後、カリフォルニア大学バークレー校ロースクールへ1年間留学。帰国後は航空局国際航空課長補佐（総括）。2018年10月 グーグル合同会社公共政策部長（〜2019年9月）。2019年1月 三浦法律事務所パートナー。2022年4月 経済産業省スタートアップ新市場創出タスクフォース構成員。